# Phorbia genitalis
Phorbia genitalis este o specie de muște din genul Phorbia, familia Anthomyiidae. A fost descrisă pentru prima dată de Johann Andreas Schnabl în anul 1911.
Este endemică în Poland. Conform Catalogue of Life specia Phorbia genitalis nu are subspecii cunoscute.